# Warwick (Washington)
Warwick az Amerikai Egyesült Államok északnyugati részén, Washington állam Klickitat megyéjében elhelyezkedő önkormányzat nélküli település.
Warwick postahivatala 1904 és 1906 között működött. A település névadója W. S. Warwick marhatenyésztő.

## Fordítás
Ez a szócikk részben vagy egészben  a   Warwick, Washington című angol Wikipédia-szócikk ezen változatának fordításán alapul.  Az eredeti cikk szerkesztőit annak laptörténete sorolja fel. Ez a jelzés csupán a megfogalmazás eredetét és a szerzői jogokat jelzi, nem szolgál a cikkben szereplő információk forrásmegjelöléseként.